# Can Gori (Rupit i Pruit)
Can Gori és una casa de Rupit, al municipi de Rupit i Pruit (Osona), inclosa a l'Inventari del Patrimoni Arquitectònic de Catalunya.

## Descripció
Casa mitgera assentada damunt la pedra viva. Consta de planta baixa i dos pisos. És coberta a dues vessants i amb el carener paral·lel al mur de migdia. En aquest mur s'hi adossen unes escales de pedra per les quals s'accedeix al primer pis, on a través d'un porxo sostingut per un pilar s'arriba a un portal de forma rectangular amb la llinda datada (1608), al damunt hi ha un porxo de fusta abrigat sota un amplia voladís, a mig tram de l'escala hi ha un portal d'arc de mig punt. Al primer i segon pis s'hi distribueixen finestres, dues de les quals són tapiades. És construïda en pedra, li resten alguns trossos arrebossats.

## Història
La importància d'aquest carrer rau sobretot en la bellesa arquitectònica dels edificis que la integren, tots ells construïts als segle XVII-XVIII i que han estat restaurats amb molta fidelitat. L'establiment de cavallers al Castell de Rupit als segles XII-XIII donà un caire aristocràtic a la vila. Al segle xiv la demografia baixà considerablement, no obstant en el fogatge del segle xvi s'observa un cert creixement i al segle xvii comença a ésser un nucli important de població, ja que durant la guerra dels Segadors (1654) s'hi establiren molt francesos.